# 昂贝尔梅尼勒
昂贝尔梅尼勒（法語：Emberménil，法語發音：[ɑ̃bɛʁmenil]）是法国默尔特-摩泽尔省的一个市镇，属于吕内维尔区。

## 地理
昂贝尔梅尼勒（48°37'45"N, 6°41'45"E）面积14.39 平方千米，位于法国大東部大區默尔特-摩泽尔省，该省份为法国东北部内陆省份，是洛林的一部分，北邻比利时、卢森堡，北起顺时针与摩泽尔省、下莱茵省、孚日省和默兹省接壤。
与昂贝尔梅尼勒接壤的市镇（或旧市镇、城区）包括：拉加尔德、拉讷沃维尔欧布瓦、兰特雷、穆阿库尔、沃库尔、韦奥、克苏斯、克叙尔、栋热万。

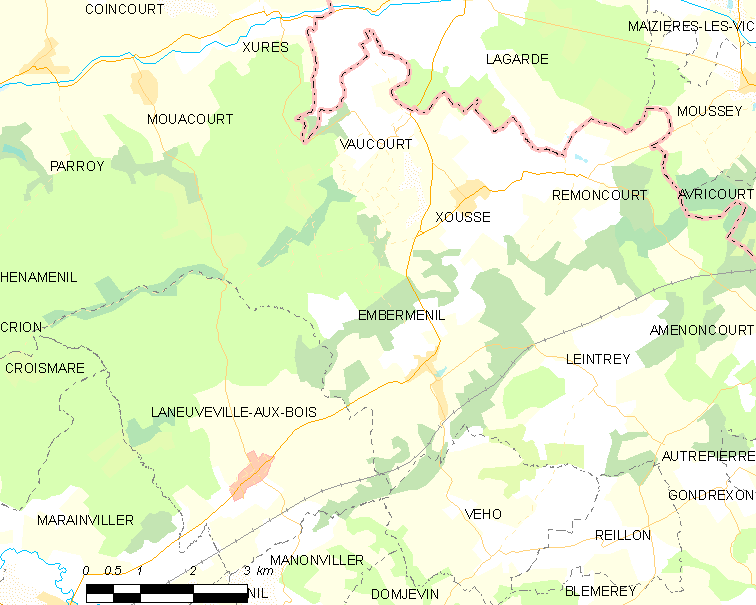
昂贝尔梅尼勒的OSM定位图

昂贝尔梅尼勒的时区为UTC+01:00、UTC+02:00（夏令时）。

## 行政
昂贝尔梅尼勒的邮政编码为54370，INSEE市镇编码为54177。

## 政治
昂贝尔梅尼勒所属的省级选区为巴卡拉县。

## 人口

1962-2008年间昂贝尔梅尼勒人口变化图示

昂贝尔梅尼勒于2022年1月1日时的人口数量为240人。